# La Devise
Pour les articles homonymes, voir Devise.
La Devise est une commune nouvelle française située dans le département de la Charente-Maritime, en région Nouvelle-Aquitaine.

## Urbanisme

### Typologie
Au 1er janvier 2024, La Devise est catégorisée bourg rural, selon la nouvelle grille communale de densité à 7 niveaux définie par l'Insee en 2022.
Elle est située hors unité urbaine. Par ailleurs la commune fait partie de l'aire d'attraction de Surgères, dont elle est une commune de la couronne,. Cette aire, qui regroupe 9 communes, est catégorisée dans les aires de moins de 50 000 habitants,.

### Risques majeurs
Le territoire de la commune de La Devise est vulnérable à différents aléas naturels : météorologiques (tempête, orage, neige, grand froid, canicule ou sécheresse), inondations, mouvements de terrains et séisme (sismicité modérée). Il est également exposé à un risque technologique,  le transport de matières dangereuses. Un site publié par le BRGM permet d'évaluer simplement et rapidement les risques d'un bien localisé soit par son adresse soit par le numéro de sa parcelle.

#### Risques naturels
Certaines parties du territoire communal sont susceptibles d’être affectées par le risque d’inondation par débordement de cours d'eau, notamment la Devise. La commune a été reconnue en état de catastrophe naturelle au titre des dommages causés par les inondations et coulées de boue survenues en 1982, 1983, 1993, 1999, 2010 et 2013,.

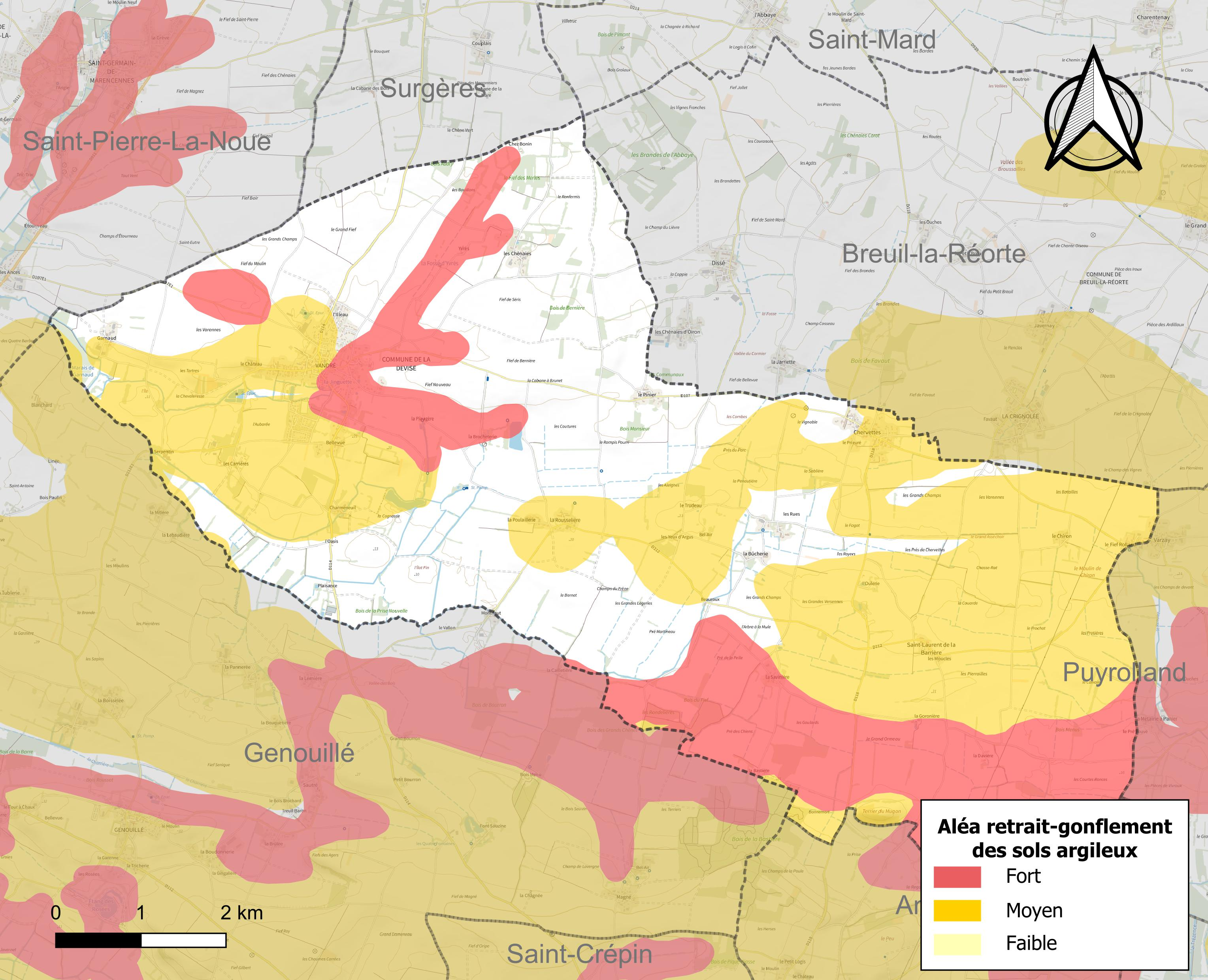
Carte des zones d'aléa retrait-gonflement des sols argileux de La Devise.

Les mouvements de terrains susceptibles de se produire sur la commune sont des tassements différentiels.
Le retrait-gonflement des sols argileux est susceptible d'engendrer des dommages importants aux bâtiments en cas d’alternance de périodes de sécheresse et de pluie. 60,3 % de la superficie communale est en aléa moyen ou fort (54,2 % au niveau départemental et 48,5 % au niveau national). Sur les 566 bâtiments dénombrés sur la commune en 2019,  434 sont en aléa moyen ou fort, soit 77 %, à comparer aux 57 % au niveau départemental et 54 % au niveau national. Une cartographie de l'exposition du territoire national au retrait gonflement des sols argileux est disponible sur le site du BRGM,.
Par ailleurs, afin de mieux appréhender le risque d’affaissement de terrain, l'inventaire national des cavités souterraines permet de localiser celles situées sur la commune.
Concernant les mouvements de terrains, la commune a été reconnue en état de catastrophe naturelle au titre des dommages causés par des mouvements de terrain en 1983, 1999 et 2010.

#### Risques technologiques
Le risque de transport de matières dangereuses sur la commune est lié à sa traversée par une ou des infrastructures routières ou ferroviaires importantes ou la présence d'une canalisation de transport d'hydrocarbures. Un accident se produisant sur de telles infrastructures est susceptible d’avoir des effets graves sur les biens, les personnes ou l'environnement, selon la nature du matériau transporté. Des dispositions d’urbanisme peuvent être préconisées en conséquence.

## Toponymie
Son nom est inspiré de la rivière Devise.

## Histoire
Créée par un arrêté du préfet de la Charente-Maritime du 29 septembre 2017, elle regroupe les anciennes communes de Chervettes, Saint-Laurent-de-la-Barrière et Vandré à compter du 1er janvier 2018.

## Politique et administration

### Conseil municipal
Jusqu'aux prochaines élections municipales de 2020, le conseil municipal de la nouvelle commune est constitué de tous les conseillers municipaux issus des conseils des anciennes communes. Le maire de chacune d'entre elles devient maire délégué.
| Nom                          | Code Insee | Code postal | Superficie (km2) | Population (dernière pop. légale) | Densité (hab./km2) | Modifier                                    |
| ---------------------------- | ---------- | ----------- | ---------------- | --------------------------------- | ------------------ | ------------------------------------------- |
| Vandré (siège)               | 17457      | 17700       | 14,57            | 826 (2015)                        | 57                 | modifier les données · modifier les données |
| Chervettes                   | 17103      |             | 3,98             | 155 (2015)                        | 39                 | modifier les données · modifier les données |
| Saint-Laurent-de-la-Barrière | 17352      |             | 8,28             | 104 (2015)                        | 13                 | modifier les données · modifier les données |

### Liste des maires
| Période | Période                       | Identité     | Étiquette | Qualité |
| ------- | ----------------------------- | ------------ | --------- | ------- |
| 2018    | En cours (au 26 juillet 2019) | Pascal Tardy |           |         |

## Population et société

### Démographie
L'évolution du nombre d'habitants est connue à travers les recensements de la population effectués dans la commune depuis sa création.

En 2022, la commune comptait 1 196 habitants, en évolution de +9,52 % par rapport à 2016 (Charente-Maritime : +4,04 %, France hors Mayotte : +2,11 %).
| 2015  | 2020  | 2022  |
| ----- | ----- | ----- |
| 1 085 | 1 193 | 1 196 |

## Culture locale et patrimoine

### Lieux et monuments
- Église Saint-Vivien de Vandré.
- Église Saint-Laurent de Saint-Laurent-de-la-Barrière.